# Підшкірні філяріїдози
Підшкі́рні філяріїдо́зи (англ. Hypodermal filariasis) — підгрупа гельмінтозів, що належать до групи філяріїдозів і характеризуються ураженням підшкірних утворень. Підшкірні філяріїдози спричинюють Onchocerca volvulus (онхоцеркоз або річкова сліпота), Loa loa (лоаоз), Mansonella streptocerca (інвазія, яку спричинює Mansonella streptocerca, або стрептоцеркоз). Ці філярії уражають гіподерму, жировий шар.
При підшкірних філяріозах філяріємія безсимптомна, в симптомній стадії утворюються шкірні вузли, свербіння, кропив'янка.
Для онхоцеркоза вважається дуже характерною сліпота через фіброз рогівки внаслідок частої міграції філярій, для лоаза — виникнення безбарвних поширених набряків, часто навколо суглобів («Калабарська пухлина»). При лоаозі може бути тяжкий менінгоенцефаліт. пов'язаний з циркуляцією мікрофілярій в мозкових судинах. При підшкірних філяріїдозах на пізніх стадіях виникають вогнища дерматитів, які нерідко спричинюють різні бактеріальні суперінфекції через відсутність ефективного захисту внаслідок грубих порушень циркуляції лімфи.

## Історичні факти
Онхоцеркоз здавна був відомий у деяких регіонах Африки як «кру-кру» або «кроу-кроу» (англ. kru kru or craw craw). Мікрофілярій у шкірі виявив ірландський військово-морський хірург Д. О'Ніл при розгляді шкірних вузликів у пацієнтів, які страждають від «кроу-кроу» в Гані в 1874 році. Кілька років по тому, в 1890 році, дорослих черв'яків також виявив та ідентифікував відомий шотландський науковець, засновник клінічної паразитології Патрік Менсон. Роль мікрофілярій у виникненні пошкодження шкіри з'ясували Ж. Монпельє і А. Лакруа в 1920 році, а у виникненні річкової сліпоті — Ж. Хізетт у Бельгійському Конго (нині Демократична Республіка Конго) в 1932 році. Хоча є свідчення, що ще у 1915 році лікар Родольфо Роблес першим встановив зв'язок паразита з захворюванням ока. Роль москітів у передачі онхоцеркозу розкрив шотландський паразитолог Б. Блеклок в Сьєрра-Леоне в середині 1920-х років.
Перші описи лоаозу імовірно зробив французький хірург Монжін, який в 1770 році знайшов черв'яка, який рухався в оці жінки, що жила у Санто-Домінго, і розповів, як він безуспішно намагався видалити його. У 1778 році французький корабельний хірург Франсуа Гійо, помітив, що раби в дорозі із Західної Африки до Америки страждали від рецидивуючої офтальмії (сліпоти), а він успішно видалив черв'яка в одного з них. Мікрофілярій цього гельмінта виявив в 1890 році офтальмолог Стівен Маккензі. Їх він відправив для ідентифікації Патріку Менсону, який припустив, що це можуть бути личинки Loa loa. Ця інвазія не обмежуються очима, і є також іноді набряки на руках і ногах, які спричинює дорослий черв. Ці набряки назвали «Калабарською пухлиною». Її вперше виявив та описав шотландський офтальмолог Дуглас Аргайл-Робертсон у Старому Калабарі в Нігерії в 1895 році, але зв'язок Калабарської пухлини з Loa loa не був прояснений аж до 1910 року, коли саме Патрік Менсон виказав таке припущення, його думку підтримав і його учень Джордж Лоу. Виявив особливості передачі цього гельмінта через ґедзів Chrysops spp. британський паразитолог і гельмінтолог Роберт Томсон Лейпер у 1912 році.
Збудника підшкірного мансонельозу відкрив американський лікар та мікробіолог Вейн М. Мейєрс, який перебував у місії в Центральній Африці, що містилася в Бурунді на кордоні з Танзанією. Серед багатьох пацієнтів (30-40 тисяч), яких Мейерс спостерігав у тих регіонах у лепрозоріях, були такі, у яких наявність прокази викликала сумніви. Ці хворі мали ділянки шкіри зі зниженою пігментацією, що нагадувало туберкулоїдну форму прокази, але в тих ділянках не виявляли втрати больової чутливості, яка саме характерна для прокази. Мейерс провів протягом 1965—1973 років багаторазові біопсії цих ділянок у різних хворих та в 40 пацієнтів виявив у біоптатах дорослу форму Mansonella streptocerca.

## Актуальність
Онхоцеркозом інфіковані приблизно 17-25 млн людей, і близько 0,8 млн страждають на втрату зору різного ступеня. 99 % випадків захворювань припадають на 31 країну Африки південніше Сахари, хоча онхоцеркоз трапляється також у Ємені та в окремих районах Південної Америки, станом на 20 січня 2016 року передача гельмінта триває там досі в Бразилії і Венесуелі виключно серед людей з племені Яномама. Наявність сліпоти за оцінками дослідників скорочує життя уражених на 4-10 років. ВООЗ підтримує програму з ліквідації онхоцеркозу, яка дала відчутні результати в Південній Америці.
Детальніші відомості з цієї теми ви можете знайти в статті Онхоцеркоз.
Лоаоз є ендемічним в 11 країнах Африки і ним уражено там 12 мільйонів африканців. На Західному узбережжі Африки в смузі від 8° північної широти до 5° південної широти цей гельмінтоз спостерігають повсюдно.
На сьогодні підшкірний мансонельоз виявляють у людей в Центральній та Західній Африці. Найбільша захворюваність на півночі Уганди — сягає 85 % дорослих мешканців та 35 % дітей. Відмічені декілька випадків зараження, яке відбулося в людей у Гвінеї, що були завезені до Іспанії.

## Етіологія
Підшкірні філяріїдози спричинюють нитчасті філярії, які належать до різних родів родини Onchocercidae та віднесені до типу Нематод. Ці філярійні гельмінти мають ниткоподібне тіло, яке потоншується до кінців гельмінта. Головною рисою гельмінтів групи підшкірних філяріїдозів є мешкання у підшкірній основі людського тіла. Хоча можливим є і міграція до ока, як це відбувається в Onchocerca volvulus.
Детальніші відомості з цієї теми ви можете знайти в статті Онхоцеркоз.
Детальніші відомості з цієї теми ви можете знайти в статті Лоаоз.
Детальніші відомості з цієї теми ви можете знайти в статті Підшкірний мансонельоз.

## Епідеміологічні особливості підшкірних філяріїдозів
Усі вони передаються трансмісивним механізмом передачі інфекції від заражених людей через укуси різних кровосисних комах — при онхоцеркозі мошок роду Simulium, при лоаозі ґедзів Chrysops spp., при підшкірному мансонельозі мокреців роду Culicoides. Усі ці хвороби вважають безперечно антропонозними.
Детальніші відомості з цієї теми ви можете знайти в статті Онхоцеркоз.
Детальніші відомості з цієї теми ви можете знайти в статті Лоаоз.
Детальніші відомості з цієї теми ви можете знайти в статті Підшкірний мансонельоз.

## Патогенез
Головним в патогенезі підшкірних філяріїдозів є виникнення внаслідок міграції мікрофілярій та життєдіяльності дорослих особин запальних та судинних уражень гіподерми, де й відбуваються основні патологічні зміни. При онхоцеркозі, рідше — при лоаозі, до цього ще додаються ураження ока.
Детальніші відомості з цієї теми ви можете знайти в статті Онхоцеркоз.
Детальніші відомості з цієї теми ви можете знайти в статті Лоаоз.
Детальніші відомості з цієї теми ви можете знайти в статті Підшкірний мансонельоз.

## Клінічні ознаки
Головною ознакою підшкірних філяріїдозів є наявність свербіння у місцях уражень. Існують певні особливості клінічного перебігу онхоцеркозу, при якому утворюють підшкірні вузлики, можливі ураження очей, що відбувається й при лоаозі.
Детальніші відомості з цієї теми ви можете знайти в статті Онхоцеркоз.
Детальніші відомості з цієї теми ви можете знайти в статті Лоаоз.
Детальніші відомості з цієї теми ви можете знайти в статті Підшкірний мансонельоз.

## Діагностика
Велике значення для діагностиці підшкірних філяріїдозів має вияснення того факту, що захворілий знаходився на ендемічних територіях. Основним у специфічній діагностиці є знаходження мікрофілярій в зразках шкіри за допомогою світлової мікроскопії, безпосереднє виявлення при онхоцеркозі та лоаозі в тканинах ока. Розвиненість методів діагностики обумовлена значущість гельмінтозів цієї групи, тому найвищою на сьогодні вона є при онхоцеркозі.
Детальніші відомості з цієї теми ви можете знайти в статті Онхоцеркоз.
Детальніші відомості з цієї теми ви можете знайти в статті Лоаоз.
Детальніші відомості з цієї теми ви можете знайти в статті Підшкірний мансонельоз.

## Лікування
Універсальними препаратом для лікування гельмінтозів цієї групи вважають диетилкарбамазин. При онхоцеркозі застосовують івермектин, який не рекомендують у випадках лоаозу та підшкірного мансонельозу. З ока, шкіри мікрофілярій видаляють хірургічним способом.
Детальніші відомості з цієї теми ви можете знайти в статті Онхоцеркоз.
Детальніші відомості з цієї теми ви можете знайти в статті Лоаоз.
Детальніші відомості з цієї теми ви можете знайти в статті Підшкірний мансонельоз.

## Профілактика
Специфічної профілактики за допомогою вакцин при цих гельмінтозах станом на 2016 рік не існує. Необхідним є своєчасне виявлення захворілих та їх лікування задля переривання епідеміологічного ланцюга передачі. Основні рекомендації зводять до відлякування комах-переносників за допомогою репелентів, запобігання укусам завдяки носінню такого одягу, що максимально закриває поверхню тіла.
Детальніші відомості з цієї теми ви можете знайти в статті Онхоцеркоз.
Детальніші відомості з цієї теми ви можете знайти в статті Лоаоз.
Детальніші відомості з цієї теми ви можете знайти в статті Підшкірний мансонельоз.